# أغنيس دي ليما
أغنيس دي ليما (بالإنجليزية: Agnes de Lima)‏ هي صحفية أمريكية، ولدت في 1887، وتوفيت في 1974.